# Sedbury
Sedbury är en by i Gloucestershire i England. Byn är belägen 37,6 km 
från Gloucester. Orten har 3 546 invånare (2015).